# Lachesana tarabaevi
Lachesana tarabaevi är en spindelart som beskrevs av Sergei Zonstein och S. V. Ovtchinnikov 1999. Lachesana tarabaevi ingår i släktet Lachesana och familjen Zodariidae. Inga underarter finns listade i Catalogue of Life.